# Джозеффо Царліно

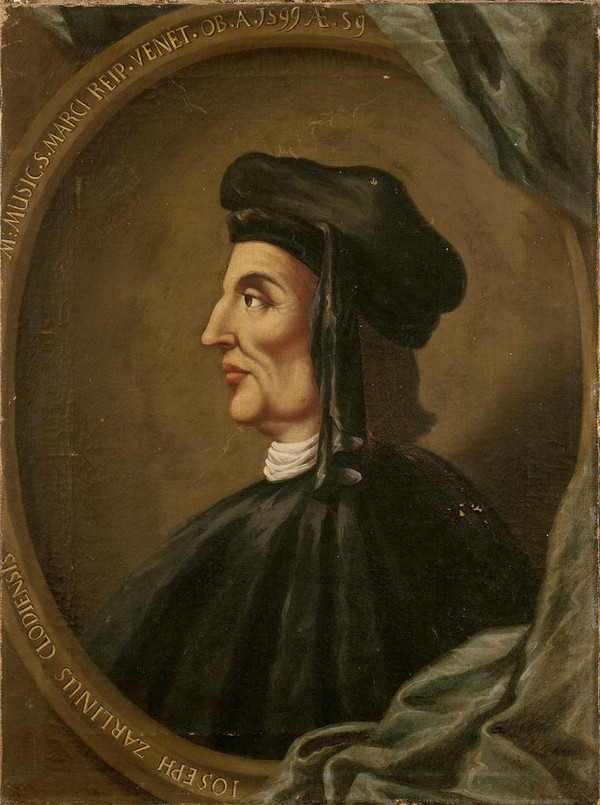
Портрет Джозеффо Царліно

Царліно (Zarlino) Джозеффо (італ. Gioseffo Zarlino) (Кіоджа, 31 січня або 22 березня 1517 — Венеція, 4 лютого 1590) — італійський теоретик музики, педагог і композитор, представник венеціанської композиторської школи.. Теоретичні праці писав італійською мовою. Його трактат «Основи гармоніки» (Le istitutioni harmoniche) у чотирьох книгах — найбільше досягнення музичної науки XVI століття в Італії. Вчення про музику Царліно справило значний вплив на західноєвропейську музичну науку пізнього Відродження і бароко.
Вважається набільшим після Гвідо д'Ареццо теоретиком музики між Аристоксеном та Рамо.

## Біографічні дані
Народився поблизу Венеції. Вчився мистецтвам у францисканців. Півчий (1536), потім органіст (1539—1540) у кафедральному соборі Кьоджі. Після висвячення в сан (1540) керівник хорової капели школи Св. Франциска в Кьоджі. Переїхавши до Венеції (1541), продовжив навчання музиці, ставши учнем Адріана Вілларта. Там же вивчав логіку і філософію (К. та Ліньяме) давньогрецьку мову (Г. Фьяммінго). З 1565 капельмейстер і органіст собору Св. Марка.
Серед учнів Царліно: Джованні Артузі, Вінченцо Галілей, Джироламо Дірута, можливо, також Клаудіо Меруло. Мотети (на 4-6 голосів) і мадригали (на 5 голосів) Царліно написані в консервативній імітаційно-поліфонічній техніці, з обмеженим використанням хроматики і прийомів музичної риторики.

## Вчення

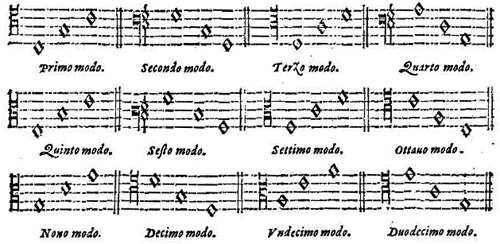

На тлі пошуків «давньогрецької» монодії, що завершилися на початку XVII століття встановленням гомофонного складу, а також інтенсивних експериментів в області хроматики і мікрохроматики, Царліно виступив як традиціоналіст, апологет контрапункту як основи композиційної техніки і одноголосних ладів, як основи звуковисотної системи:
Контрапункт — це узгодженість, або стрункість, яка народжується з якогось цілого, складеного з різних частин, тобто різних мелодій, укладених в [багатоголосої] музиці і утворених голосами, які відстоять один від одного на сумірні і гармонійні інтервали […]. Можна також сказати, що контрапункт — це вид гармонії, що містить в собі різні зміни звуків, або співочих голосів, [по висоті] виражених певним числовим відношенням і розмірених часом, або ж так: [контрапункт -] це якесь майстерне об'єднання різних звуків, доведене до узгодженості.
Найголовніше досягнення Царліно — теоретичне та естетичне виправдання великого і малого тризвуків, побудоване на свідомо відроджуваної ним «античної» концепції звучного числа (numero sonoro). «Природне» обґрунтування для малого тризвуку Царліно знайшов, поділивши квінту арифметичним середнім (6:5:4, наприклад, c-es-g), для великого — гармонічним середнім (15:12:10, наприклад, c-e-g). Таке обґрунтування (при всій його спекулятивності) фіксує повне і остаточне визнання інтерваліки натурального ладу як звукової матерії для багатоголосної музики. Знамениті емоційні характеристики обох терцій лягли в основу численних пізніших (також емоциального) характеристик мажору і мінору:
Якщо велика терція знаходиться в нижній частині квінти, то гармонія робиться веселою (allegra), а якщо вона знаходиться зверху, то гармонія стає сумною (mesta).
У вченні про лади Царліно в цілому тримався середньовічної концепції монодичних модальних ладів, для яких встановив (як і Глареан) 12 різних октавних звукорядів. Разом з тим, він зробив характерне визнання, що в основі одних звукорядів лежить мала терція, інших — велика терція. Симптоматично, що сам порядок ладів також змінився: як «перший лад» Царліно встановив октавний звукоряд від C (до). Структурна схема всіх 12 ладів Царліно:

## Твори (трактати)
- Le istitutioni harmoniche ["Основы гармоники", в четырёх книгах]. Venezia, 1558; репринт видання 1558 року — New York: Broude Brothers, 1965 (Monuments of music and music literature in facsimile, II/1); репринт Venezia, 1562; 2-е, виправлене і доповнене видання, Venezia, 1573; репринт 2-го видання Ridgewood, NJ: Gregg Press, 1966.
- Dimostrationi harmoniche ["Докази гармоніки"]. Venezia, 1571; репринти: New York: Broude Brothers, 1965 (Monuments of music and music literature in facsimile, II/2); Ridgewood, NJ: Gregg Press, 1966.
- Sopplimenti musicali ["Музичні доповнення"]. Venezia, 1588; репринт Ridgewood, NJ: Gregg Press, 1966.
- De tutte l'opere del R.M. Gioseffo Zarlino. Venezia, 1588-89, в 4 томах (повне зібрання творів Царліно; репринт Hildesheim: Georg Olms, 1968).
- Music treatises: Facsimile and transcription by Frans Wiering. Utrecht:, 1997 (= Thesaurus Musicarum Italicarum, vol. 1) .

## Переклади трактатів
- Установления гармонии. Перевод О. П. Римского-Корсакова // Музыкальная эстетика западноевропейского средневековья и Возрождения, под ред. В. П. Шестакова. — М., 1966, с. 423-510 (фрагменты).
- Доказательства гармонии. Перевод М. В. Иванова-Борецкого // Музыкальная эстетика западноевропейского средневековья и Возрождения, под ред. В. П. Шестакова. — М., 1966, с. 510-514 (фрагменты).
- The art of counterpoint. Part three of 'Le istitutioni harmoniche', 1558. Translated by Guy A. Marco and Claude V. Palisca // Music theory translation series. New Haven: Yale University Press, 1968 (перевод 3-й книги трактата «Основы гармоники» [первой редакции] на англ. язык).
- On the modes: part four of Le istitutioni harmoniche, 1558, translated by Vered Cohen. Edited with an introduction by Claude V. Palisca // Music theory translation series. New Haven: Yale University Press, 1983 (перевод 4-й книги трактата «Основы гармоники» [первой редакции] на англ. язык).
- Clendinning J.P. Zarlino and the Helicon of Ptolemy // Theoria 2 (1987), pp. 39–58 (комментированный перевод III.3 трактата «Дополнения к музыке» на англ. язык).
- Theorie des Tonsystems: das erste und zweite Buch der «Institutioni harmoniche» (1573), aus dem Italienischen übersetzt, mit Anmerkungen, Kommentaren und einem Nachwort versehen von Michael Fend. Frankfurt am Main, New York: P. Lang, 1989. (1-я и 2-я книги трактата «Основы гармоники» [второй редакции] в переводе на немецкий язык).